# Исправленный шотландский устав
Исправленный шотландский устав (фр. Rite écossais rectifié) (ИШУ) — масонский устав, появившийся в 1778 году в Лионе, во Франции. Он был окончательно принят на вильгельмсбадском конвенте, в 1782 году.
Изначально ИШУ требовал от своих членов быть верными христианской религии и состоял из шести градусов, причём пятый и шестой градусы были подчинены приоратам. Как и во всех традиционных уставах, называемых «Современными», одним из атрибутов посвящённого является ношение шпаги, равно как атрибутом возвышенных в градус мастера является головной убор. До наших дней устав дошёл фактически в неизменном виде и он до сих пор практикуется, в частности, во Франции, как правило в тех послушаниях, чьё появление датируется XX веком.

## История устава
Главным теоретиком и разработчиком «Исправленного шотландского устава» был Жан-Батист Виллермоз. Этот известный масон осуществил лионские реформы французского варианта «Устава Строгого (тамплиерского) соблюдения» на конвенте в Галлии, в 1778 году. В новом уставе были задействованы элементы Устава избранных коэнов-масонов Вселенной и были убраны любые упоминания о тамплиерах. Устав строился на таких существовавших в то время системах посвящения как:
Устав Рыцарей-масонов избранных коэнов вселенной Мартинеса де Паскуалиса;
«Устав Строгого соблюдения»;
Шотландское масонство — его различные дополнительные масонские степени;
Символическое масонство первых трёх градусов (ученик, подмастерье, мастер).
В уставе была синтезирована христианская доктрина, лежащая в основе «Трактата о реинтеграции существ в их первоначальных качествах и силах, духовных и божественных», Мартинеса де Паскуалиса.

### Происхождение и систематизация
Исправленный шотландский устав был систематизирован в 1782 году, во время генерального конвента в Вильгельмсбаде, прошедшем под председательством герцога Фердинанда, принца Брауншвейгского, который, по завершении этого конвента, стал великим мастером всех шотландских лож. С тех пор, ритуалы этого устава практически не менялись. На этом конвенте, с 16 июля по 1 сентября, работали тридцать шесть должным образом уполномоченных вольных каменщиков, приехавшие со всех концов Европы. Работы проходили на французском и немецком языках. Двое секретарей визировали все документы и принятые решения. Франкоговорящим секретарём был Жан-Батист Виллермоз. Перед данным генеральным конвентом состоялись двенадцать предварительных национальных или региональных конвентов, таких как, например, конвент Колхо 1772 года в Лаузице, брауншвейгский конвент 1775 года и галльский конвент 1778 года в Лионе.
Участники генерального конвента исправили использовавшуюся до сих пор географическую структуру, проистекавшую из Устава строгого соблюдения, преобразовав её в девять провинций. Во главе управления каждой провинцией находилась префектура, называемая великий приорат. Также, было принято решение об отрицании родственной связи между масонами и тамплиерами. Во время конвента была завершена работа над ритуалами трёх первых символических градусов, а также переработан четвёртый градус, в который были добавлены элементы из Ордена избранных коэнов. Тем не менее, многие из принятых решений не могли быть утверждены без предварительных обсуждений, в частности, реформа «Масонского кодекса Объединённых и исправленных лож Франции» (так называемого «Лионского кодекса») и «Генерального кодекса регламентов ордена Рыцарей-благодетелей святого града», проведённые на галльском конвенте. Эти две реформы послужили основой для двенадцати рабочих собраний. Систематизация всех внесённых изменений и составление «Масонского кодекса объединённых и исправленных лож Исправленного шотландского устава» (называемого также «Вильгельмсбадским кодексом») и «Генерального кодекса регламентов Ордена Рыцарей-благодетелей святого града» должна была быть выполнена секретарями. Окончательную редакцию планировалось утвердить во время следующего генерального конвента, который так и не собрался из-за начавшейся французской революции.
Жан-Батист Виллермоз сделал всё возможное, чтобы закончить порученную ему работу. Эта система считается первой версией ритуалов устава. В последующие годы ему встретились некоторые личности, повлиявшие на его труды. В 1787 году он встретил последовательницу Месмера и исследовательницу спиритизма, мадам де Вальер. Под её влиянием он видоизменил ритуалы, создав к 1788 году их новую систему. В 1808 году, после французской революции, по случаю «исправления» лионской ложи «Центр друзей», была составлена третья система ритуалов, которая включила в себя элементы, связанные с алхимией. Наконец, в конце своей жизни, он ещё раз переработал ритуалы и создал к 1820 году четвёртую систему.
Префектура Цюриха, учрежденная 14 августа 1779 года и представленная на конвенте Рудольфом Зальцманом, приняла на себя звание «Великого приората Гельвеции». Этот приорат хранил Исправленный устав после его исчезновения во Франции в XIX веке.

### XX век, пробуждение устава
В начале XX века, после долгих десятилетий, в течение которых Исправленный шотландский устав не практиковался, Великий приорат Гельвеции приступил к пробуждению устава, передав Камилю Савуару и Эдуарду де Рибокуру описание его основных элементов, что позволило начать процесс возвращения устава во Францию. 20 и 23 марта 1935 года Великий приорат Гельвеции окончательно пробудил устав на собраниях префектуры Женевы, в храме, расположенном в тупике Арженсона, в городе Нэйи-сюр-Сен, на вилле Акации, учредив Великую галльскую директорию, во главе которой встал Камиль Савуар.

### Современный период
Со временем стали появляться различные мнения относительно практикуемых ритуалов, трактовки используемых слов, административной структуры устава и т. д., в результате чего ИШУ во Франции разделился более чем на пятнадцать структур. Некоторые из них образовались под сенью того или иного масонского послушания, другие продолжили свои работы под руководством структур устава. Некоторые из этих французских структур даже провели свои конвенты, чтобы адаптировать свои ритуалы согласно реалиям современности (изменения текстов, поправки в связи со смешанностью, и т. д.). Поэтому, в данный момент, во Франции национальные структуры сосуществуют с несколькими провинциальными структурами: «Провинцией Бургундии» или «Провинцией Овернь». Часто провинциальные структуры управления уставом, вышедшие из одной материнской ложи, не признают друг друга. Тем не менее, между несколькими структурами имеется взаимное признание. 6 декабря 2008 года несколько французских великих приоратов, собравшись в зале Конклавов папского дворца в Авиньоне, подписали протокол о порядке взаимодействия, а также общую хартию.
В то же время, бельгийские масоны, практикующие этот устав, возобновили работу по его систематизации, основываясь на решениях вильгельмсбадского конвента, после чего, в 2009 году, был принят «Вильгельмсбадский кодекс», который начал использоваться в бельгийских структурах.

## Основные особенности устава
Исправленный шотландский устав — это масонский, рыцарский и христианский устав, однако христианство здесь является «трансцендентным» и недогматичным. Некоторые авторы сравнивают его с «изначальным христианством», что дает возможность различных интерпретаций «святой христианской религии», которая содержится в учении ордена. В зависимости от структуры, практикующей ИШУ, христианство здесь может быть религией, воспринимаемой в строгом смысле этого слова, с уважением к догматам веры, или присутствовать просто в качестве отсылок к Святой троице, воплощению Логоса и двойственной природе Спасителя.
В зависимости от структуры, устав состоит из системы ритуалов каждого градуса, датирующихся 1782, 1788, 1808, 1820 годом или адаптированных в наши дни, а также из «кодекса»: «Лионского» или «Вильгельмсбадского», и из регламента, состоящего «из девяти пунктов».
Различные историки отмечают, что вильгельмсбадский конвент стал источником вдохновения для многих инициатических систем существовавших в ту эпоху:
- Орден рыцарей-масонов избранных коэнов вселенной Мартинеса де Паскуалли, чьим членом был Жан-Батист Виллермоз и который основывался на Трактате о реинтеграции существ Мартинеса де Паскуалли и на Лионских лекциях, проходивших с 1774 по 1776 годы.
- Строгое соблюдение барона фон Хунда — рыцарское масонство, изначально появившееся в Германии, в середине XVIII века, и затем распространившееся по всей Европе через сеть тамплиерских Провинций.
- Шотландские уставы, различные дополнительные градусы, которые, на тот момент, еще не были систематизированы.
- Три градуса символического масонства (ученик, подмастерье, мастер) в том виде, в каком они практиковались в ВВФ в то время, и которые стали французским ритуалом.
- Масонские ритуалы, практикуемые в шведском масонстве[5].
- Масонские ритуалы, практикуемые в Великом востоке Нидерландов[5].
- Масонские ритуалы, практикуемые в немецком масонстве[5].

## Организационная структура устава
ИШУ является рыцарским шотландским уставом, разделённым на четыре класса масонских и рыцарских градусов сопровождаемых испытательным сроком, чтобы приуготовить кандидата к будущим посвящениям в последующие орденские степени. В ходе серии нескольких возвышений идёт прогрессивное развитие масона, который поэтапно возводится в рыцари.

#### Синяя ложа
1 Ученик
2 Подмастерье
3 Мастер

#### Зелёная ложа (Ложа Св. Андрея)
4 Шотландский мастер Св. Андрея

#### Внутренний орден
5 Новиций
6 Милосердный рыцарь святого града (CBCS)

#### Секретный класс
7 Исповедник
8 Великий исповедник
- Запон мастера-масона ИШУ
- Кордон шотландского мастера
- Карл Гессен-Дармштадтский

Во Франции, Италии и Германии, по состоянию на 1782 год, в системе провинций ордена секретный класс насчитывал более шестидесяти членов. К этому количеству следует прибавить тех, кто был принят в тайный класс Себастьяном Жиро в Шамберее, 24 мая 1779 года, Франсуа Анри де Вирьё в Монпелье, 15 октября 1779 года, Савароном в Гренобле, 3 апреля 1780 года, а также Пьером Полем Александром де Монспеем в Отёне, 21 сентября 1780 года. Таким образом, очевидно, что данный класс существовал и успешно функционировал, имея активные коллегии во всех префектурах ордена II, III и V провинций. Многие из должностных лиц, заседавших в Вильгельмсбаде, были посвящены в него, включая Карла Гессен-Дармштадтского и Фердинанда, принца Брауншвейгского.

## Административная структура
Согласно решениям, принятым на вильгельмсбадском конвенте, административная структура устава была разделена на девять провинций:
1. Нижняя Германия
2. Овернь
3. Окситания
4. Бургундия
5. Италия
6. Верхняя Германия
7. Австрия
8. Россия
9. Швеция, принятая в качестве возможного кандидата[5]

Данные провинции разделены на департаменты, которые, в свою очередь, разделены на округа.
Также, на генеральном конвенте было принято решение, что в будущем к этим провинциям могут быть добавлены новые, учитывая отсутствие в списке представителей старых провинций Арагона, Леона и Великобритании.

## Послушания, практикующие ИШУ
Этот устав практикуется в таких великих ложах как:
- Великая национальная ложа Франции
- Великая традиционная и символическая ложа Опера
- Великий восток Франции
- Великая швейцарская ложа Альпина
- Великая регулярная ложа Бельгии

Кроме того, ИШУ также практикуют множество мелких послушаний, часто не признающиеся всеми другими послушаниями, масонская легитимность которых иногда подвергается сомнению.